# Sayanora Philip
Sayanora Philip (Cananor, 1 de março de 1984) é uma cantora de filmes malaios e tâmeis.

## Primeiros anos
Sayanora nasceu em Cananor, Querala. Ela estudou no colegial anglo-indiano de Santa Teresa e é graduada profissionalmente pelo S. N. College, Cananor. Ela foi apreciada por suas habilidades de canto. Ela participou de muitas competições de canto em sua escola e ganhou muitos prêmios. Atualmente, ela vive em Chennai, Tamil Nadu. 

## Vida pessoal
Sayanora é casada com Winston Ashley de Cruz e tem uma filha. 

## Discografia parcial

### Filmes
| SR. No | Música(s)   | Filme | Ano  | Cantor          | Letra da música | Compositor     |
| ------ | ----------- | ----- | ---- | --------------- | --------------- | -------------- |
| 1      | Honey Honey | Ayan  | 2009 | Devan Ekambaram | Pa. Vijay       | Harris Jayaraj |

### Como compositora
| SR. No | Filme                      | Ano  |
| ------ | -------------------------- | ---- |
| 1      | Kuttanpillayude Sivarathri | 2018 |

### Álbuns/Singles
| SR. No | Música(s)  | Álbum  | Ano  | Cantor                       | Letras          | Composição      |
| ------ | ---------- | ------ | ---- | ---------------------------- | --------------- | --------------- |
| 1      | Uyire      | Single | 2016 | Sayanora Philip              | Sayanora Philip | Sayanora Philip |
| 2      | Bhula Diya | Single | 2018 | Sayanora Philip Rayshad Rauf | Zan Hussain     | Sreejith Pillai |